# Letnie Igrzyska Olimpijskie 1936

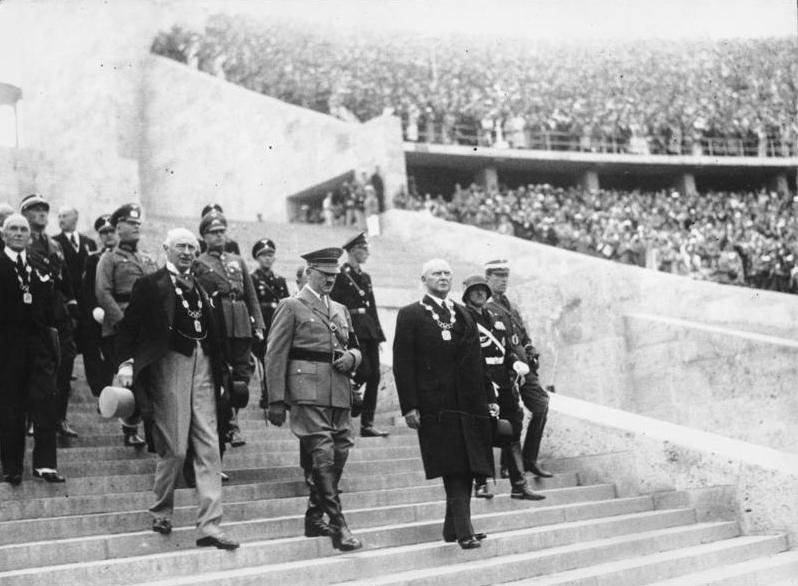
Ceremonia otwarcia. Na pierwszym planie, od lewej: hrabia de Baillet-Latour (przewodniczący MKOl), A. Hitler (Führer III Rzeszy), Theodor Lewald (przedstawiciel komitetu organizacyjnego)

XI Letnie Igrzyska Olimpijskie (oficjalnie Igrzyska XI Olimpiady) odbyły się w dniach 1–16 sierpnia 1936 w Berlinie (III Rzesza).

## Okoliczności wyboru
Już w 1916 w Berlinie miały się odbyć igrzyska olimpijskie, jednak z powodu I wojny światowej zostały odwołane.
Decyzję o ponownym przyznaniu Berlinowi prawa do organizacji Igrzysk Olimpijskich podjęto 26 kwietnia 1931 roku podczas dwudziestego ósmego spotkania Międzynarodowego Komitetu Olimpijskiego. Oprócz Berlina i Barcelony o prawo organizacji Igrzysk ubiegały się Rzym i Budapeszt. Hrabia Bocanossa wycofał kandydaturę Rzymu, a senator Jules de Musa poparł kandydaturę Berlina.
Mimo protestów opinii publicznej i środowisk sportowych i wcześniejszej krytyki ze strony Hitlera, który określił igrzyska jako wymysł Żydów i masonów, igrzyska w nazistowskich Niemczech doszły do skutku.
Przed ich rozpoczęciem część krajów rozważała zbojkotowanie imprezy i rozegranie konkurencyjnych zawodów. Gdy okazało się, że organizację powierzono Niemcom, w Barcelonie również ubiegającej się o prawo organizacji igrzysk, chciano zorganizować Olimpiadę Ludową. Zjechało się wielu sportowców. Jednak na dzień przed rozpoczęciem zaczął się zamach stanu generała Francisco Franco. Hiszpania i ZSRR nie uczestniczyły w igrzyskach w Berlinie.

## Represje antysemickie
Jeszcze przed rozpoczęciem igrzysk władze III Rzeszy zakazały Żydom uczestnictwa w organizacjach sportowych. 1 kwietnia Żydów wykluczono ze związku bokserskiego. 8 maja tego samego roku Żydzi zostali wykluczeni z turniejów tenisowych. W tym samym miesiącu podobne przepisy przyjęto w wioślarstwie.
Po zapewnieniach organizatorów berlińskich igrzysk, że zawody zostaną przeprowadzone w myśl zasad Karty Olimpijskiej, oraz przy jednoczesnych gwarancjach złagodzenia polityki antysemickiej w reprezentacji Niemiec wystąpiła florecistka Helene Mayer, a na czele komitetu organizacyjnego stanął Theodor Lewald (obydwoje pochodzenia żydowskiego).

## Ceremonia otwarcia
Ceremonia otwarcia odbyła się 1 sierpnia na stadionie olimpijskim w Berlinie o godzinie 16. Pięć minut po rozpoczęciu ceremonii został zagrany hymn Niemiec. Podczas parady reprezentacji sportowcy z kilku krajów, m.in. Francji i Grecji wykonali salut olimpijski, Niemcy i Włosi wykonali salut rzymski charakterystyczny dla faszystów, natomiast inni, między innymi Amerykanie w ogóle nie salutowali Hitlerowi. Ceremonię uświetniło wypuszczenie 20 tysięcy gołębi i odegranie Hymnu Olimpijskiego Richarda Straussa. Po raz pierwszy w historii olimpiad nowożytnych znicz olimpijski odpalono od ognia przywiezionego z Grecji. Zapalenia znicza dokonał Fritz Schilgen. W imieniu sportowców przysięgę olimpijską złożył Rudolf Ismayr. Po raz pierwszy wydarzenia z aren olimpijskich były filmowane oraz transmitowane w telewizji; czarno-biały obraz telewizyjny docierał do 28 kablowych odbiorników, znajdujących się w Berlinie i innych miastach Niemiec. Były to także pierwsze igrzyska, które sfotografowano i sfilmowano w kolorze dzięki powstaniu w tym samym roku fotografii barwnej Agfacolor. Igrzyska zostały uwiecznione w czarno-białym filmie pełnometrażowym Olympia w reżyserii Leni Riefenstahl.

## Rywalizacja

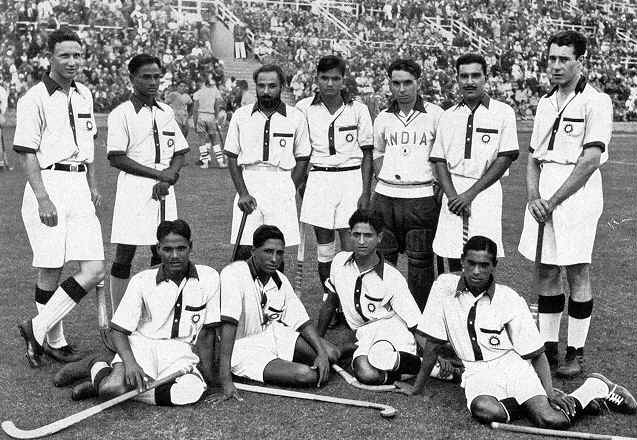
Reprezentacja Indii w hokeju na trawie

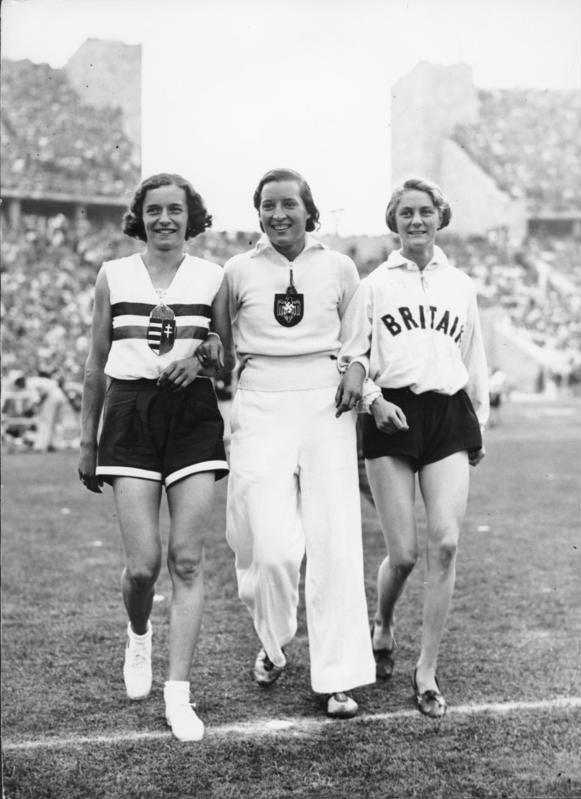
Zawodniczki uczestniczące w konkurencji skoku wzwyż. Od lewej: Ibolya Csák, Elfriede Kaun, Dorothy Odam

### Dzień pierwszy
Pierwszą konkurencją olimpijską był bieg na 100 m. Złoty medal zdobył Jesse Owens. Czasem 10,2 sekundy ustanowił nowy rekord świata i olimpijski. Jego występ wywołał żywiołową owację niemieckiej publiczności. Tego samego dnia niemiecka oszczepniczka Tilly Fleischer zdobyła złoty medal ustanawiając nowy rekord olimpijski rezultatem 45,18 m, a Hans Woellke wynikiem 16,20 m ustanowił rekord olimpijski w pchnięciu kulą. Pierwszego dnia rozegrano także bieg na 10 000 metrów. Wszystkie medale w tej konkurencji przypadły reprezentantom Finlandii. Złoto zdobył Ilmari Salminen, srebro Arvo Askola, a brąz Volmari Iso-Hollo. Fińscy medaliści odebrali gratulacje bezpośrednio od Adolfa Hitlera. W finale skoku wzwyż faworytami do medali byli Afroamerykanie Cornelius Johnson i David Albritton. Do finału awansowało trzech reprezentantów Japonii oraz Mistrz Europy Kotkas. Rywalizację wygrał Cornelius Johnson wynikiem 2,03 m. Zwycięzca nie odebrał gratulacji od Adolfa Hitlera, gdyż ten wyszedł zanim konkurencja się zakończyła. Reakcją na zachowanie Hitlera była prośba Baillet Latoura o jednakowe traktowanie wszystkich sportowców.

### Kolejne dni
Drugiego dnia rywalizacji o 15:30 Jesse Owens wystartował w biegu eliminacyjnym uzyskując czas 10,4 s. Nad drugim zawodnikiem miał jedną dziesiątą sekundy przewagi. W drugim biegu półfinałowym Afroamerykanin Ralph Metcalfe pokonał Martina Osendarpa z czasem 10,5. Po półtorej godziny Owens pokonał wszystkich rywali i z czasem 10,4 sekundy zdobył złoty medal.
Tego samego dnia rozegrano pierwszą konkurencję pięcioboju nowoczesnego – jazdę konną na 5 km. Zwycięzcą z czasem 9:02:5 został Silvano Abba. W kolejnych dniach rozegrano zawody strzeleckie. Tę konkurencje z wynikiem 200 punktów wygrał Charles Leonard. 6 sierpnia rozegrano finał biegu na 1500 m. Głównymi rywalami byli Jack Lovelock i Glenn Cunningam. Podczas finałowego biegu obaj zawodnicy poprawili rekord świata, zaś Becalli, San Romani i Edwards pobili rekordy olimpijskie.

#### Drugi tydzień
Drugi tydzień rywalizacji rozpoczął się od rywalizacji w sztafecie 4 × 100 metrów. Głównymi faworytami do medalu były reprezentacje: Stanów Zjednoczonych i Niemiec. Z powodu żydowskiego pochodzenia, z reprezentacji Stanów Zjednoczonych zostali usunięci Glickmann i Stoller. W finałowym biegu sztafetowym wystartowały reprezentacje Argentyny, Niemiec, Włoch, Kanady, Holandii i Stanów Zjednoczonych. W sztafecie Stanów Zjednoczonych na pierwszej zmianie pobiegł Jesse Owens. Wyprzedził biegnącego przed nim Włocha Mariniego. Na drugiej zmianie pobiegł Metcalfe, który utrzymał pierwsze miejsce. Kolejny zmiennik Draper utrzymał przewagę. Na ostatniej zmianie Wykoff zwiększył ją do 11 metrów ustanawiając rekord czasem 39,8 sekundy. Następną konkurencją był bieg sztafetowy 4 × 100 m kobiet. W finałowym biegu pierwszy tor zajęły Brytyjki, drugi Amerykanki, kolejny Kanadyjki, a czwarty Niemki. Podczas ostatniej zmiany reprezentantki Niemiec upuściły pałeczkę. Wyścig wygrały reprezentantki Stanów Zjednoczonych z czasem 46,9 sekundy, na drugim miejscu przybiegły Brytyjki z czasem 47,6 sekundy, a trzecie Kanadyjki 47,8 sekundy. W tym samym czasie był rozgrywany konkurs skoku wzwyż.

## Symbol

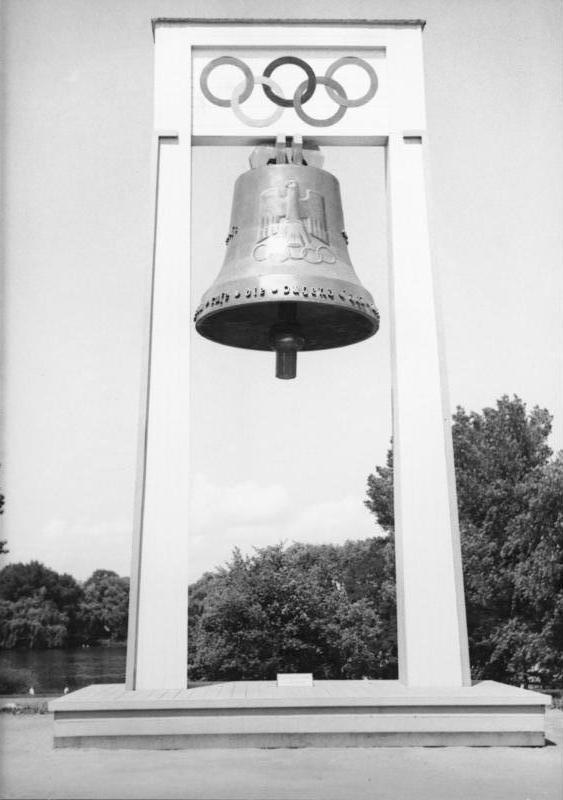
Dzwon – symbol igrzysk w 1936

Symbolem igrzysk olimpijskich był dzwon.
Program igrzysk poszerzono o nowe dyscypliny: kajakarstwo, koszykówkę oraz piłkę ręczną (baseball i szybownictwo były konkurencjami pokazowymi).

## Motto igrzysk
Wzywam młodzież świata (ang. I call the youth of the world, niem. Ich rufe die Jugend der Welt an)

## Państwa uczestniczące

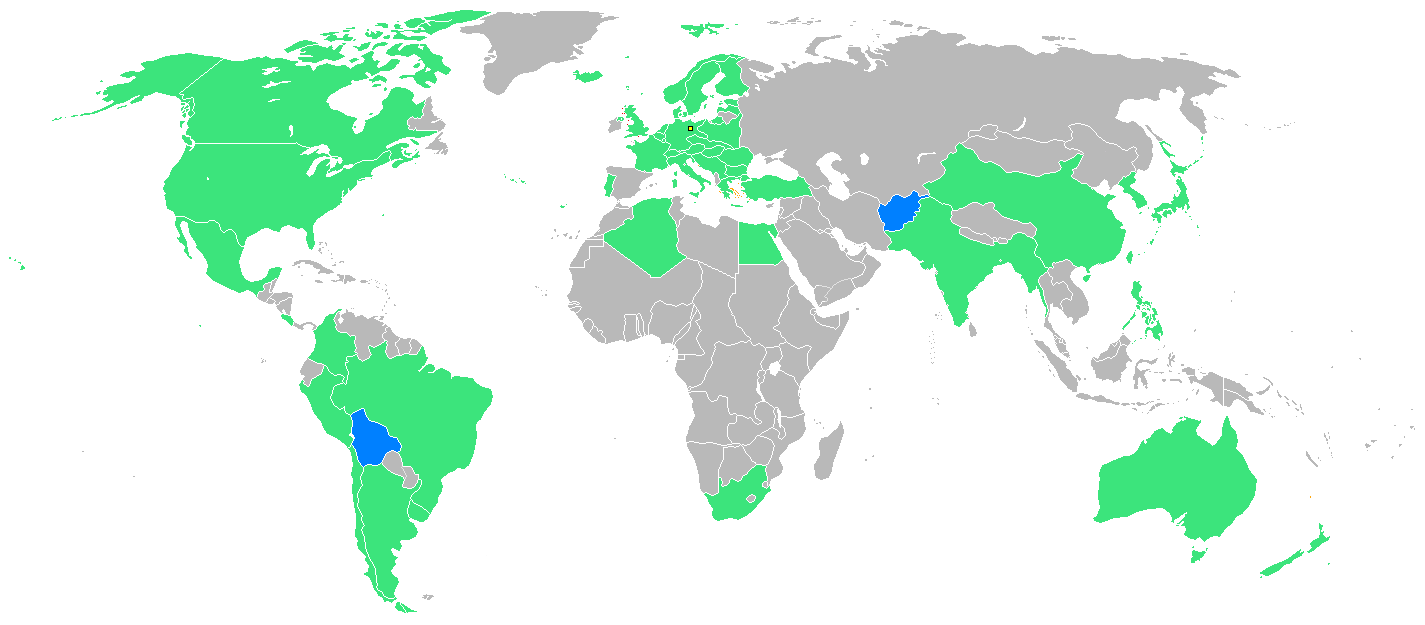
Państwa uczestniczące

| - Afganistan - Argentyna - Australia - Austria - Belgia - Bermudy - Boliwia - Brazylia - Bułgaria - Chile - Chiny - Czechosłowacja - Dania - Egipt - Estonia - Filipiny - Finlandia | - Francja - Grecja - Holandia - Indie Brytyjskie - Islandia - Japonia - Jugosławia - Kanada - Kolumbia - Kostaryka - Liechtenstein - Luksemburg - Łotwa - Malta - Meksyk - Monako | - III Rzesza - Norwegia - Nowa Zelandia - Peru - Polska - Portugalia - Rumunia - Stany Zjednoczone - Szwajcaria - Szwecja - Turcja - Urugwaj - Węgry - Wielka Brytania - Włochy - Związek Południowej Afryki |

Na igrzyskach w Berlinie zadebiutowało 5 państw: Afganistan, Bermudy, Boliwia, Kostaryka i Liechtenstein.

## Wyniki

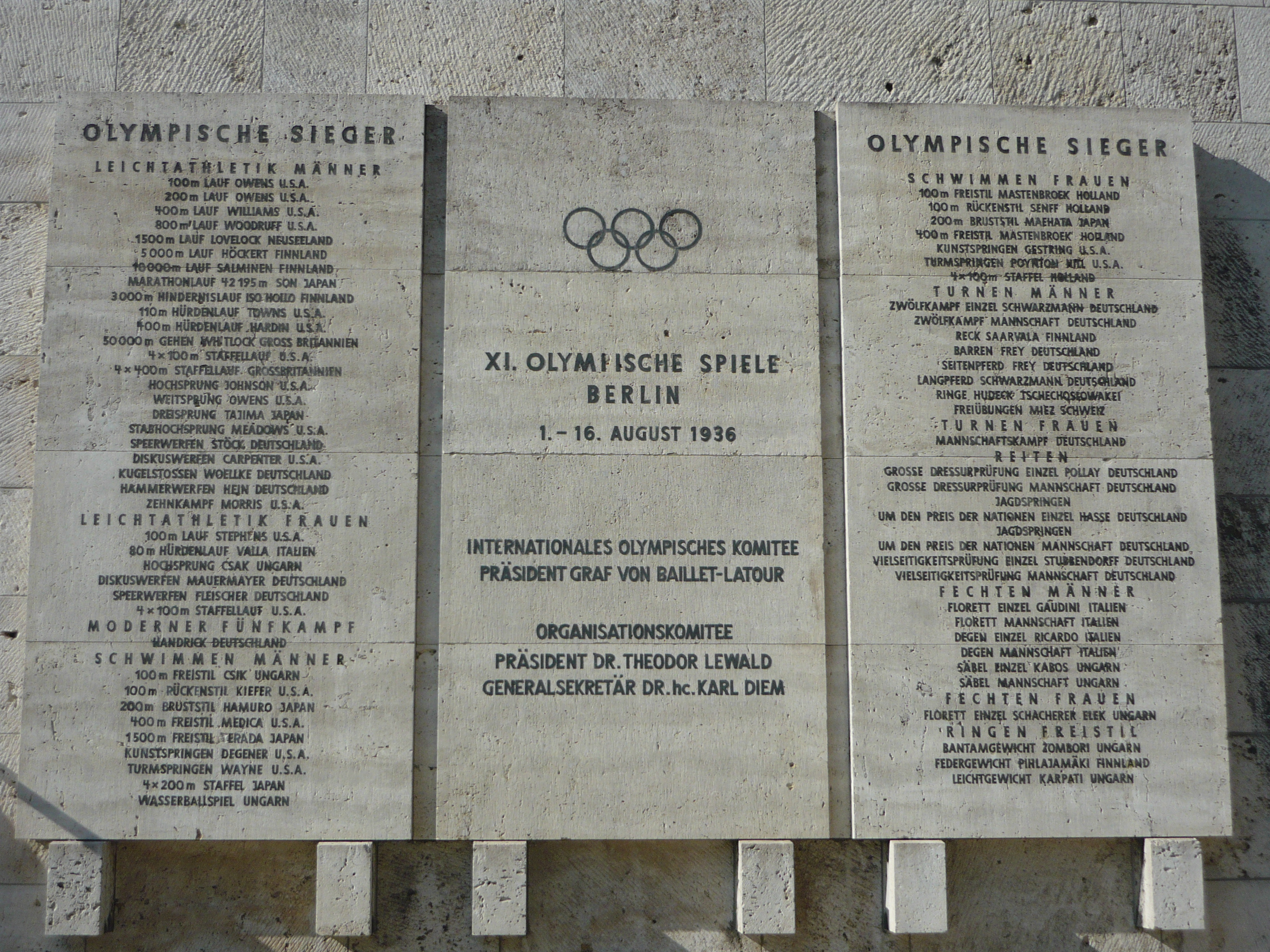
Tablica z wynikami

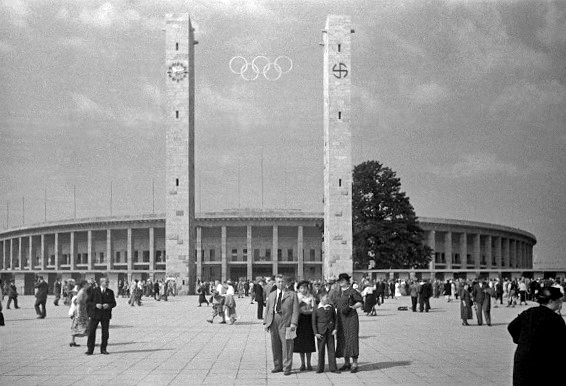
Stadion Olimpijski w Berlinie w roku 1936

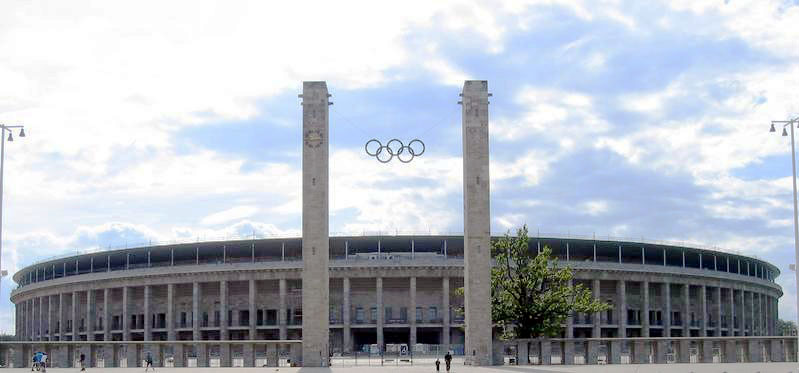
... i w roku 2004

| - boks - gimnastyka - hokej na trawie - jeździectwo - kajakarstwo - kolarstwo - koszykówka - lekkoatletyka - pięciobój nowoczesny - piłka nożna - piłka ręczna |  | - piłka wodna - pływanie - podnoszenie ciężarów - polo - skoki do wody - strzelectwo - szermierka - wioślarstwo - zapasy - żeglarstwo |

### Dyscypliny pokazowe
- baseball
- szybownictwo

## Statystyka medalowa
| Klasyfikacja medalowa              |                   |       |        |      |       |
| Lp.                                | Państwo           | złoto | srebro | brąz | razem |
| 1                                  | III Rzesza        | 33    | 26     | 30   | 89    |
| 2                                  | Stany Zjednoczone | 24    | 20     | 12   | 56    |
| 3                                  | Węgry             | 10    | 1      | 5    | 16    |
| 4                                  | Włochy            | 8     | 9      | 5    | 22    |
| 5                                  | Finlandia         | 7     | 6      | 6    | 19    |
| 5                                  | Francja           | 7     | 6      | 6    | 19    |
| 7                                  | Szwecja           | 6     | 5      | 9    | 20    |
| 8                                  | Japonia           | 6     | 4      | 8    | 18    |
| 9                                  | Holandia          | 6     | 4      | 7    | 17    |
| 10                                 | Wielka Brytania   | 4     | 7      | 3    | 14    |
| ...                                | ...               | ...   | ...    | ...  | ...   |
| 22                                 | Polska            | 0     | 3      | 3    | 6     |
| Zobacz pełną klasyfikację medalową |                   |       |        |      |       |